# خانه معینی
خانه معینی مربوط به دوره قاجار است و در شهرستان داورزن، روستای صدخرو واقع شده و این اثر در تاریخ ۱۶ اسفند ۱۳۸۴ با شمارهٔ ثبت ۱۴۳۳۲ به‌عنوان یکی از آثار ملی ایران به ثبت رسیده‌است.